# Betula lenta
Betula lenta là một loài thực vật có hoa trong họ Betulaceae. Loài này được L. mô tả khoa học đầu tiên năm 1753.

## Hình ảnh

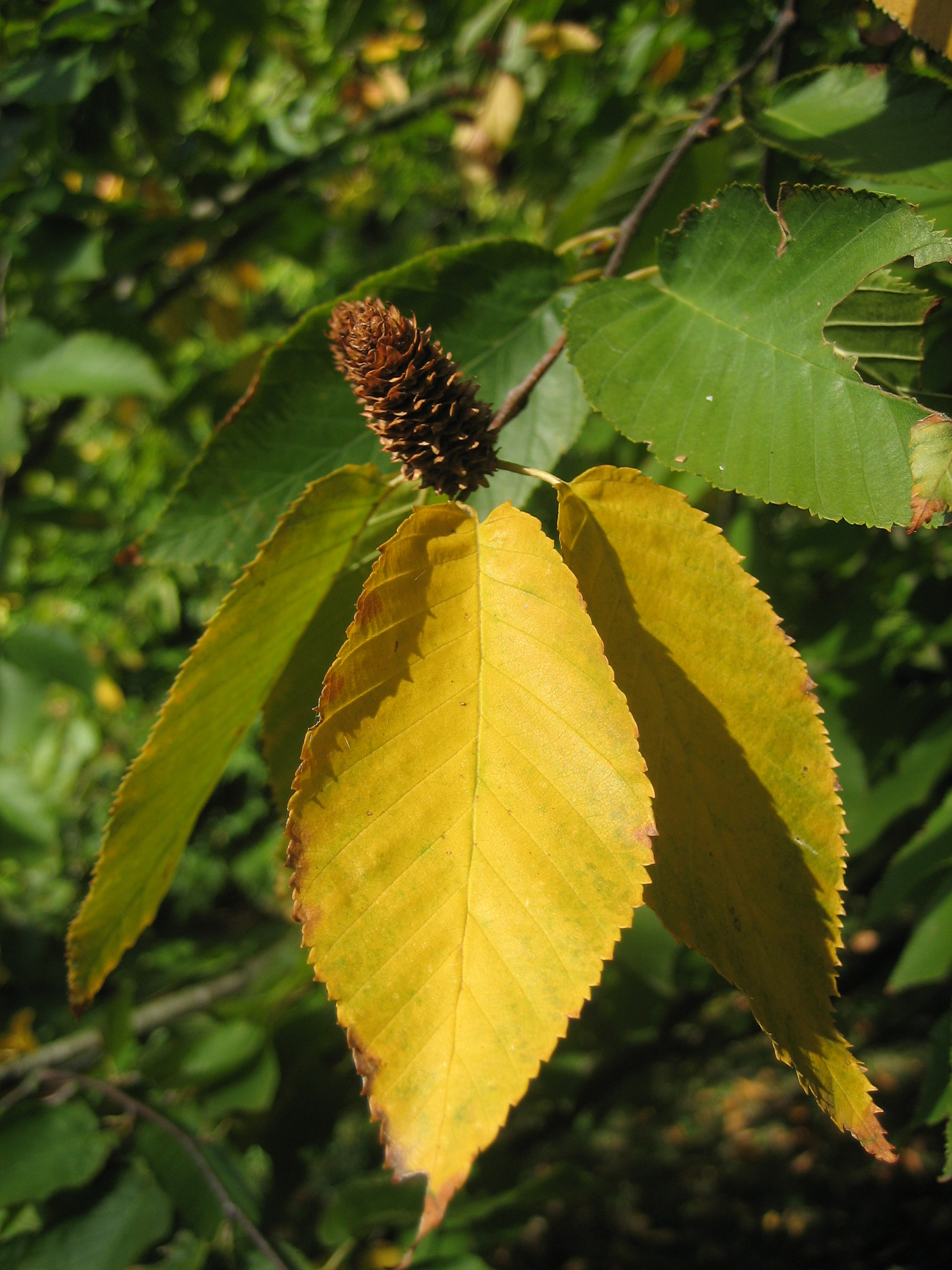
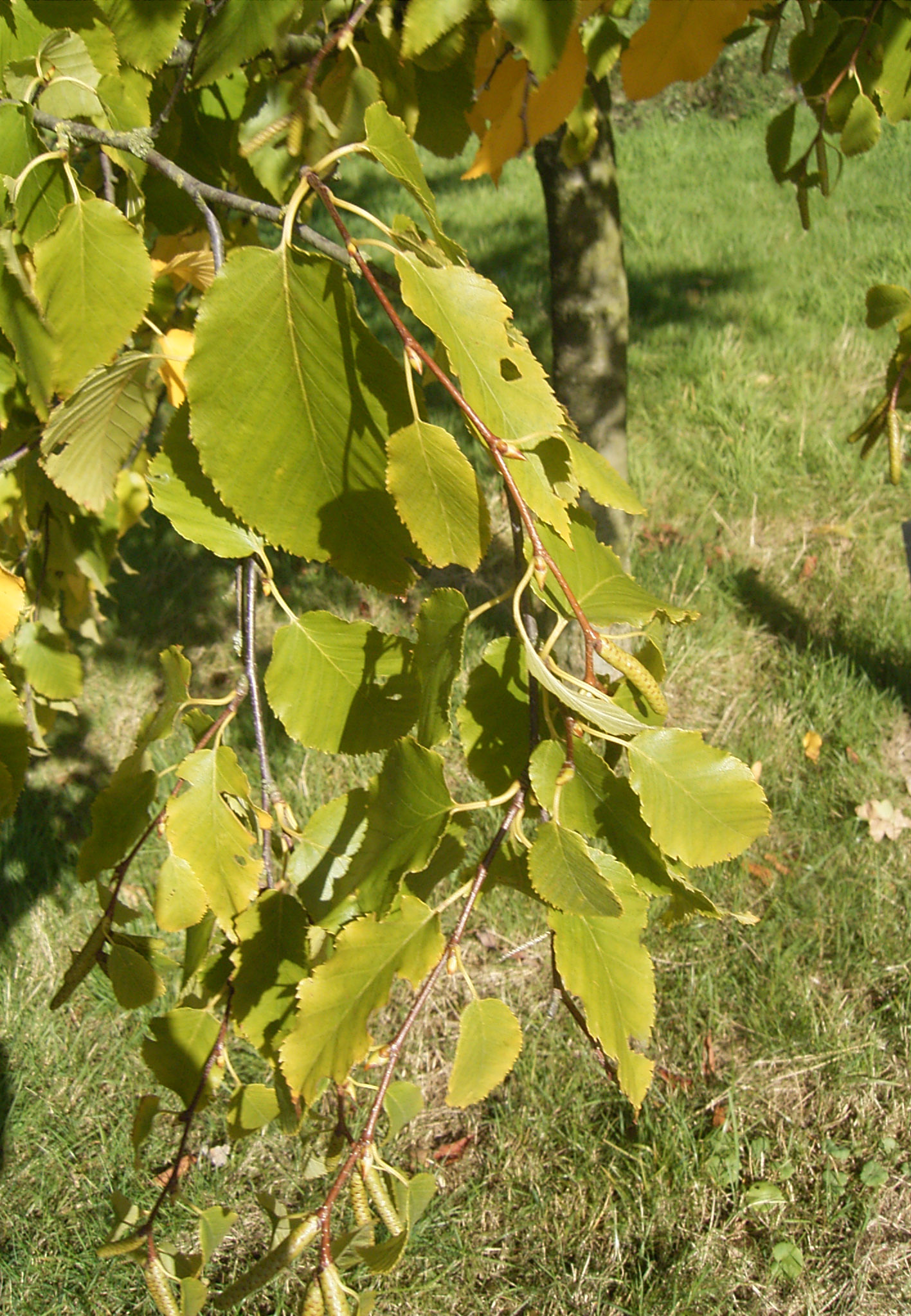
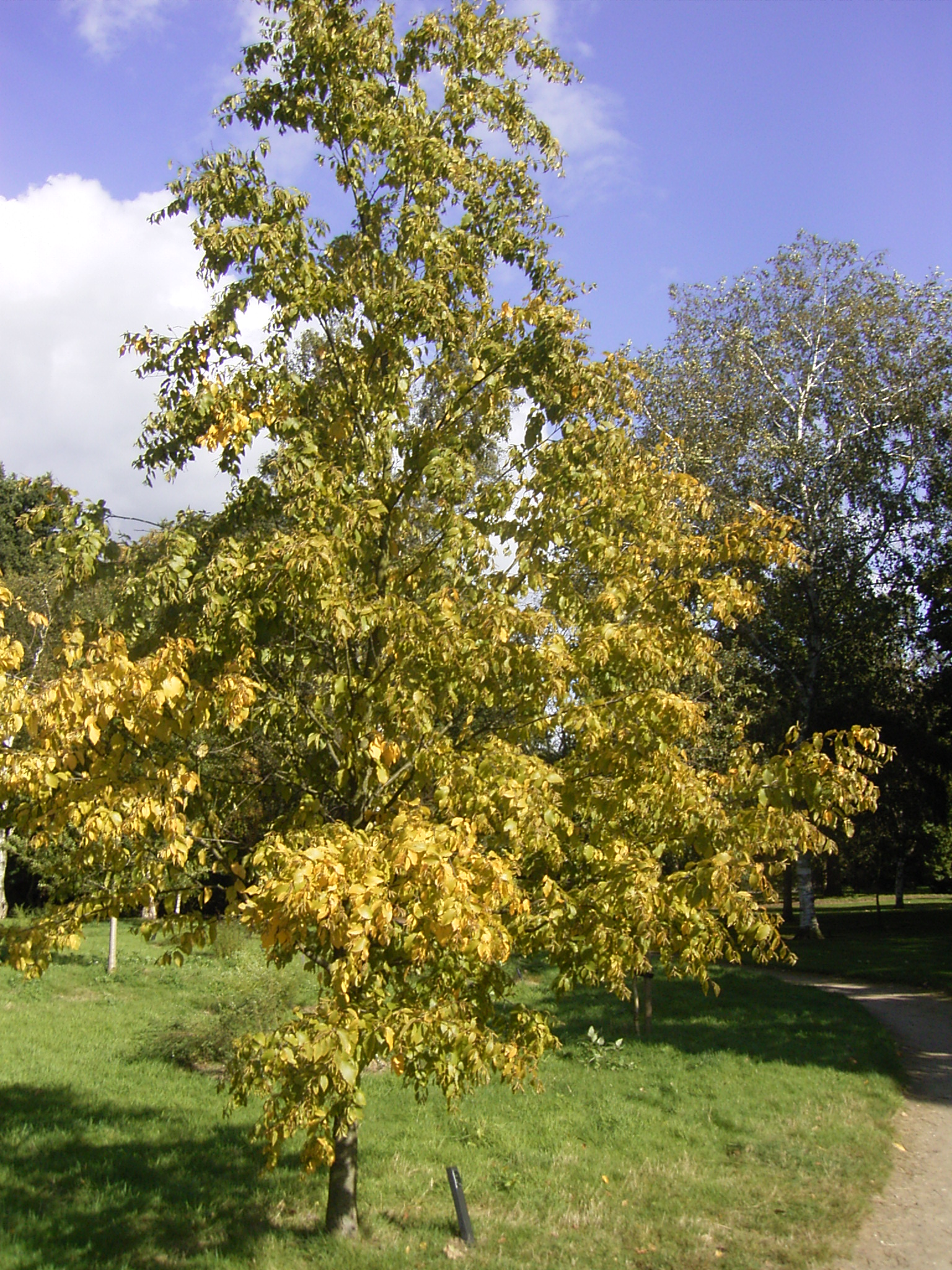
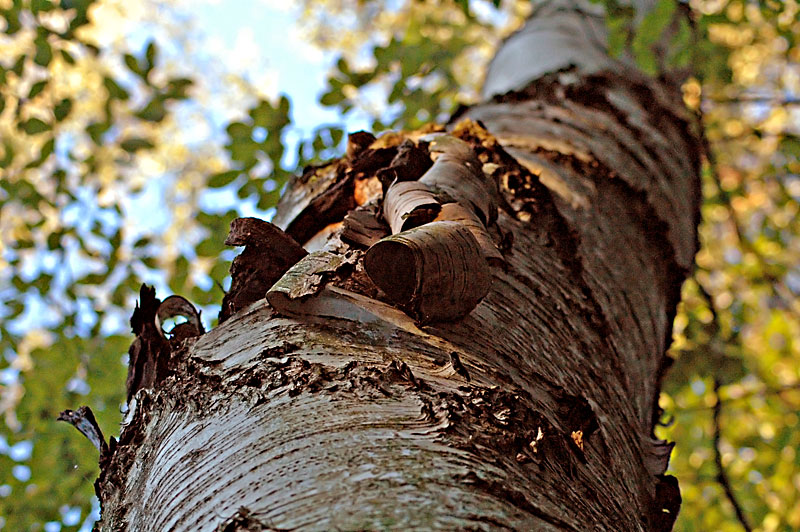